# Вест-Магонінг Тауншип (округ Індіана, Пенсільванія)
Вест-Магонінг Тауншип (англ. West Mahoning Township) — селище (англ. township) в США, в окрузі Індіана штату Пенсільванія. Населення — 1324 особи (2020).

## Демографія
Згідно з переписом 2010 року, у селищі мешкало 1357 осіб у 324 домогосподарствах у складі 281 родини. Було 389 помешкань
Расовий склад населення:
| - 99,2 % — білих - 0,1 % — корінних американців |

До двох чи більше рас належало 0,7 %. Частка іспаномовних становила 0,5 % від усіх жителів.
За віковим діапазоном населення розподілялося таким чином: 48,5 % — особи молодші 18 років, 44,5 % — особи у віці 18—64 років, 7,0 % — особи у віці 65 років та старші. Медіана віку мешканця становила 18,9 року. На 100 осіб жіночої статі у селищі припадало 106,9 чоловіків;  на 100 жінок у віці від 18 років та старших — 103,2 чоловіків також старших 18 років.
Середній дохід на одне домашнє господарство  становив 66 718 доларів США (медіана — 37 500), а середній дохід на одну сім'ю — 71 256 доларів (медіана — 46 250). Медіана доходів становила 26 761 долар для чоловіків та 26 875 доларів для жінок. За межею бідності перебувало 30,1 % осіб, у тому числі 40,0 % дітей у віці до 18 років та 17,1 % осіб у віці 65 років та старших.
Цивільне працевлаштоване населення становило 489 осіб. Основні галузі зайнятості: виробництво — 21,7 %, будівництво — 19,2 %, сільське господарство, лісництво, риболовля — 15,7 %, освіта, охорона здоров'я та соціальна допомога — 15,1 %.